# Django spara per primo
Django spara per primo è un film italiano del 1966 diretto da Alberto De Martino.

## Trama
Come legittimo erede, Django pretende da Kluster, un losco banchiere che si era messo in società con suo padre, l'eredità che gli spetta. Kluster tenta in tutti i modi di ucciderlo, poi organizza una rapina con omicidio alla stessa banca, facendo accusare Django.